# Marcin Wika
Marcin Wika (Puck, 9 novembre 1983) è un pallavolista polacco.
Gioca nel ruolo di schiacciatore nell'Espadon Szczecin.

## Vita privata
È sposato con la pallavolista Anna Białobrzeska, dalla quale ha avuto la figlia Aleksandra, nata nel 2012.

## Palmarès

### Club
- Campionato polacco: 1

2003-04
- Coppa di Polonia: 1

2007-08

### Nazionale (competizioni minori)
- Memorial Hubert Wagner 2008

### Premi individuali
- 2008 - Coppa di Polonia: MVP
- 2008 - Coppa di Polonia: Miglior servizio
- 2008 - Memorial Hubert Wagner: Miglior ricevitore